# Знаки почтовой оплаты Украины (1996)
Знаки почтовой оплаты Украины (1996) — перечень (каталог) знаков почтовой оплаты (почтовых марок), введённых в обращение почтой Украины в 1996 году. В результате денежной реформы в соответствии с Конституцией Украины указом президента Леонида Кучмы со 2 сентября 1996 года была официально введена в обращение новая национальная валюта независимой Украины — гривна и её сотая часть — копейка. В связи с проведением денежной реформы в 1996 году почтой Украины были выпущены в обращение почтовые марки номиналами в купоно-карбованцах и гривнах.
С 13 января по 31 декабря 1996 года было выпущено 37 памятных (коммеморативных) почтовых марок. Тематика коммеморативных марок охватывала юбилеи выдающихся деятелей культуры, памятники архитектуры Украины, знаменательные даты, виды представителей фауны и флоры, занесённых в Красную книгу Украины, Олимпийские игры и другие сюжеты. В обращение поступили марки номиналами в 4000, 20 000, 30 000, 40 000, 50 000 и 100 000 купоно-карбованцев, а также 0,20 и 0,40 гривны.
Почтовые марки № 99—103, 105 и 107 были напечатаны московской типографией «Гознак», № 111 напечатана банкното-монетным двором Национального банка Украины, а № 104, 106, 108—110 и 112—135 — напечатаны государственным предприятием «Полиграфический комбинат „Украина“».

## Список коммеморативных марок
Порядок следования элементов в таблице соответствует номеру по каталогу марок Украины на официальном сайте Укрпочты (укр. КМД УДППЗ «Укрпошта»), в скобках приведены номера по каталогу «Михель».
| № по каталогу                                                   | Изображение | Описание и источники | Номинал                    | Дата выпуска          | Тираж     | Художник             |
| --------------------------------------------------------------- | ----------- | --- | -------------------------- | --------------------- | --------- | -------------------- |
| № 99 (Mi #159) № 100 (Mi #160)                                  |             | Блок «XVII зимові Олімпійські ігри у Ліллехаммері (1994 р.). Перший командний виступ національної збірної України»: Фігурне катання Біатлон. с укр. — «Блок «XVII зимние Олимпийские игры в Лиллехаммере (1994 г.). Первое командное выступление национальной сборной Украины»: - Фигурное катание и - Биатлон (два вида спорта, в которых были медали: золотая и бронзовая соответственно)».                    | 50 000 40 000 карб.        | 13 января 1996 года   | 300 000   | Василий Дворник      |
| № 101 (Mi #161) № 102 (Mi #162) № 103 (Mi #163)                 |             | Зчіпка «150 років астрономічній обсерваторії Київського університету ім. Тараса Шевченка». с укр. — «Сцепка 150 лет астрономической обсерватории Киевского университета имени Тараса Шевченко из трёх марок». | 20 000 30 000 50 000 карб. | 13 января 1996 года   | 1 000 000 | Сергей Беляев        |
| № 104 (Mi #164)                                                 |             | «125 років від дня народження Агатангела Юхимовича Кримського (1871—1942)». с укр. — «125 лет со дня рождения Агафангела Ефимовича Крымского (1871—1942)». | 20 000 карб.               | 15 января 1996 года   | 500 000   | Алексей Штанко       |
| № 105 (Mi #165)                                                 |             | «100 років від дня народження Олександра Петровича Довженка (1894—1956)». с укр. — «100 лет со дня рождения Александра Петровича Довженко (1894—1956) с купонами». | 4000 карб.                 | 23 марта 1996 года    | 1 000 000 | Александр Ивахненко  |
| № 106 (Mi #166)                                                 |             | Іван Семенович Козловський — знатний український і російський співак — ліричний тенор (1900—1993). с укр. — «Иван Семёнович Козловский — знаменитый украинский и российский певец — лирический тенор (1900—1993)». | 20 000 карб.               | 23 марта 1996 года    | 500 000   | Алексей Штанко       |
| № 107 (Mi #167)                                                 |             | «100 років Харківському зоопарку». с укр. — «100 лет Харьковскому зоопарку». | 20 000 карб.               | 23 марта 1996 года    | 1 000 000 | В. И. Лесняк         |
| № 108 (Mi #168)                                                 |             | «10 років Чорнобильської катастрофи». с укр. — «10 лет со дня Чернобыльской катастрофы». | 20 000 карб.               | 26 апреля 1996 года   | 1 000 000 | Алексей Штанко       |
| № 109 (Mi #169)                                                 |             | Симиренки — рід промисловців-цукроварів, конструкторів і власників машинобудівних заводів, піонерів пароплавства на Дніпрі, вчених і практиків садівництва, меценатів української культури. с укр. — «Симиренко — род промышленников сахарозаводчиков, конструкторов и собственников машиностроительных заводов, пионеров пароходства на Днепре, учёных и практиков садоводства, меценатов украинской культуры». | 20 000 карб.               | 25 мая 1996 года      | 500 000   | О. Д. Малакова       |
| № 110 (Mi #170)                                                 |             | «Світочі української літератури: Василь Семенович Стефаник (1871—1936)». с укр. — «Светочи украинской литературы: Василий Семёнович Стефаник (1871—1936)». | 20 000 карб.               | 29 июня 1996 года     | 500 000   | Алексей Штанко       |
| № 111 (Mi #171)                                                 |             | «150 років від дня народження видатного вченого, мандрівника і громадського діяча Миколи Миколайовича Миклухо-Маклая (1846—1888)». с укр. — «150 лет со дня рождения выдающегося учёного, путешественника и общественного деятеля Николая Николаевича Миклухо-Маклая (1846—1888)». | 40 000 карб.               | 17 июля 1996 года     | 500 000   | Алексей Штанко       |
| № 112 (Mi #172)                                                 |             | «100 років Олімпійським іграм сучасності». с укр. — «100-летие современных Олимпийских игр». | 40 000 карб.               | 29 июля 1996 года     | 300 000   | В. И. Лесняк         |
| № 113 (Mi #173)                                                 |             | XXVI літні Олімпійські ігри в Атланті (19 липня — 4 серпня 1996 р.): Греко-римська боротьба. с укр. — «XXVI летние олимпийские игры в Атланте (19 июля — 4 августа 1996 года): - Греко-римская борьба». | 20 000 карб.               | 19 июля 1996 года     | 500 000   | С. П. Миненко        |
| № 114 (Mi #174)                                                 |             | XXVI літні Олімпійські ігри в Атланті (19 липня — 4 серпня 1996 р.): Гандбол с укр. — «XXVI летние олимпийские игры в Атланте (19 июля — 4 августа 1996 года): - Гандбол». | 40 000 карб.               | 19 июля 1996 года     | 500 000   | С. П. Миненко        |
| № 115 (Mi #175) (Block6)                                        |             | Блок «XXVI літні Олімпійські ігри в Атланті (19 липня — 4 серпня 1996 р.)». с укр. — «Блок «XXVI летние олимпийские игры в Атланте (19 июля — 4 августа 1996 года)»». | 100 000 карб.              | 19 июля 1996 года     | 300 000   | В. И. Лесняк         |
| № 116 (Mi #176)                                                 |             | «День Незалежності. П'ята річниця незалежності України». с укр. — «Пятая годовщина дня независимости Украины». | 20 000 карб.               | 24 августа 1996 года  | 300 000   | Р. П. Цессин         |
| № 117 (Mi #177)                                                 |             | Перший український космічний апарат «Січ-1». с укр. — «Первый украинский космический аппарат «Сич-1»». | 20 000 карб.               | 31 августа 1996 года  | 300 000   | Геннадий Заднипряный |
| № 118 (Mi #178) № 119 (Mi #179)                                 |             | Зчіпка серії «Локомотивобудування в Україні»: Перший луганський паровоз серії «ОД» Тепловоз 2ТЕ-116. с укр. — «Сцепка серии «Локомотивостроение на Украине», марки: - Первый луганский паровоз серии «ОД» - Тепловоз 2ТЭ116». | 20 000 40 000 карб.        | 31 августа 1996 года  | 300 000   | В. Ф. Вишняк         |
| № 120 (Mi #180) № 121 (Mi #181) № 122 (Mi #182) № 123 (Mi #183) |             | Зчіпка серії «Літакобудування в Україні», чотири марки: Генеральний конструктор О. К. Антонов (1906—1984) Ан-2 Ан-124 «Руслан» Ан-225 «Мрія». с укр. — «Сцепка «Самолётостроение Украины»: - Генеральный конструктор О. К. Антонов (1906—1984) - Ан-2 - Ан-124 - Ан-225». | 20 000 40 000 карб.        | 14 сентября 1996 года | 200 000   | Геннадий Заднипряный |
| № 124 (Mi #184)                                                 |             | «125 років від дня народження видатного українського спортсмена, «чемпіона чемпіонів» із класичної боротьби серед професіоналів Івана Максимовича Піддубного (1871—1949)». с укр. — «125 лет со дня рождения выдающегося украинского спортсмена, «чемпиона чемпионов» по классической борьбе среди профессионалов Ивана Максимовича Поддубного (1871—1949)».                                                     | 0,40 гривны                | 16 ноября 1996 года   | 300 000   | Алексей Штанко       |
| № 125 (Mi #185)                                                 |             | Перша українська антарктична експедиція: Станція «Академік Вернадський». с укр. — «Первая украинская антарктическая экспедиция: станция «Академик Вернадский»». | 0,20 гривны                | 23 ноября 1996 года   | 300 000   | Василий Дворник      |
| № 126 (Mi #186) № 127 (Mi #187)                                 |             | Зчіпка «Рослинний світ України. Червона книга України», дві марки з купоном: Нарцис вузьколистий (Narcissus anqustifolius) Білотка альпійська (Leontopodium alpinum). с укр. — «Сцепка «Растительный мир Украины. Красная книга Украины», марки: - Нарцисс узколистный (Narcissus anqustifolius); - Эдельвейс альпийский (Leontopodium alpinum)».                                                                | 0,40 0,20 гривны           | 23 ноября 1996 года   | 300 000   | Геннадий Кузнецов    |
| № 128 (Mi #188)                                                 |             | «50 років ЮНЕСКО — Організації Об'єднаних Націй із питань освіти, науки і культури». с укр. — «50 лет ЮНЕСКО — специализированному учреждению ООН по вопросам образования, науки и культуры». | 0,20 гривны                | 7 декабря 1996 года   | 300 000   | Р. П. Цессин         |
| № 129 (Mi #189)                                                 |             | «100 років від дня народження Віктора Степановича Косенка (1896—1938)». с укр. — «100 лет со дня рождения Виктора Степановича Косенко (1896—1938)». | 0,20 гривны                | 21 декабря 1996 года  | 200 000   | О. И. Микловда       |
| № 130 (Mi #190) № 131 (Mi #191) № 132 (Mi #192) № 133 (Mi #193) |             | Зчіпка «Пам'ятки архітектури України. Храми» з купонами: Софійський собор у Києві Іллінська церква в Суботові Церква святого Юра в Дрогобичі Троїцький собор у Новомосковську (Новоселиця). с укр. — «Сцепка «Памятники архитектуры Украины. Храмы») с купонами: - Софийский собор (Киев); - Ильинская церковь (Суботов); - Церковь Святого Юра (Дрогобыч); - Троицкий собор (Новомосковск)».                    | 0,20 гривны                | 25 декабря 1996 года  | 200 000   | Юрий Логвин          |
| № 134 (Mi #195)                                                 |             | «50 років ЮНІСЕФ — Дитячого фонду ООН». с укр. — «50 лет ЮНИСЕФ — детскому фонду ООН». | 0,20 гривны                | 31 декабря 1996 года  | 330 000   | Р. П. Цессин         |
| № 135 (Mi #194)                                                 |             | «400 років від дня народження митрополита Київського і Галицького Петра Симеоновича Могили (1596—1647)». с укр. — «400 лет со дня рождения митрополита Киевского и Галицкого Петра Симеоновича Могилы (1596—1647)». | 0,20 гривны                | 31 декабря 1996 года  | 200 000   | Алексей Штанко       |

## Комментарии
1. ↑  Коммеморативные марки — обобщённое название специальных художественных (памятных, юбилейных и других) почтовых марок. Для упрощения терминологии в случаях, когда требуется лишь подчеркнуть, что данная марка не является общеупотребляемой (то есть стандартной), под термином «коммеморативная марка» подразумевают, кроме перечисленных выше, также тематические (рисунки которых, посвящены определённой теме коллекционирования) марки. Также все упомянутые марки, объединённые термином «коммеморативная», имеют общую черту: как правило, такие марки изготовляются на высоком полиграфическом уровне[5].
2. ↑  Ниже приведён перечень памятных художественных марок (с возможностью сортировки по номиналу, тиражу и дате введения в обращение).